# Eidgenössisches Sängerfest 1846
Das 2. Eidgenössische Sängerfest fand am 14. und 15. Juni 1846 in Schaffhausen statt. Insgesamt nahmen 1500 Sänger in 65 Vereinen teil, ausserdem 4 Gastvereine aus Deutschland.
Organisiert wurde das Fest vom Männerchor Schaffhausen (heute Schaffhauser Oratorienchor). Erstmals wurde ein Jury-Reglement angewandt, das Franz Xaver Schnyder von Wartensee ausgearbeitet hatte.
Als Festpräsident fungierte der Schaffhauser Münsterpfarrer Daniel Schenkel. Präsident des Preisgerichts war der Schaffhauser Bürgermeister Ferdinand von Waldkirch, Festdirektor der Gesamtaufführung war der Leiter des Männerchors Christian Ludwig Classen.

## Rangliste
- 1. Preis: Stadtsängerverein Winterthur
- 2. Preis: Sängerverein des Kreises Küsnacht
- 3. Preis: nicht verliehen